# وتمان أباد
وتمان‌ أباد هي قرية في مقاطعة سردشت، إيران. يقدر عدد سكانها بـ 17 نسمة بحسب إحصاء 2016.